# Tournoi pré-olympique de la CAF 1971-1972
Navigation
Mexico 1968 Montréal 1976
Le tournoi pré-olympique de la CAF 1971-1972 a eu pour but de désigner les 3 nations qualifiées au sein de la zone Afrique pour participer au tournoi final de football, disputé lors des Jeux olympiques de Munich en 1972.
Le tournoi africain de qualifications pour les Jeux olympiques d’été de 1972 s’est déroulé sur deux tours entre le 7 février 1971 et le 28 mai 1972. Le premier tour a été disputé entre trois groupes (deux groupes de six équipes et un groupe de huit équipes), à l'issue duquel trois ou quatre nations par poule se sont qualifiées pour la deuxième ronde à l'issue d'un système à élimination directe disputé en match aller-retour, en jouant si nécessaire un match d'appui car la règle des buts marqués à l'extérieur n'est pas en vigueur. Au terme du second tour, le Maroc, le Ghana et le Soudan se sont qualifiés pour le tournoi olympique.

## Pays qualifiés
| Dates                            | Lieu      | Places | Qualifiés          |
| -------------------------------- | --------- | ------ | ------------------ |
| du 7 février 1971 au 28 mai 1972 | Itinérant | 3      | Maroc Ghana Soudan |

## Format des qualifications
Dans les phases de qualification en groupe disputées selon le système de championnat, en cas d’égalité de points de plusieurs équipes à l'issue de la dernière journée, les critères suivants sont appliqués dans l'ordre indiqué pour établir leur classement :

- Meilleure différence de buts,
- Plus grand nombre de buts marqués.

Dans le système à élimination directe avec des matches aller et retour, en cas d'égalité parfaite au score cumulé des deux rencontres, les mesures suivantes sont d'application :

- Organisation de prolongations et, au besoin, d'une séance de tirs au but, si les deux équipes sont toujours à égalité au terme des prolongations, et
- La règle des buts marqués à l'extérieur n'est pas en vigueur.

## Résultats des qualifications

### Groupe 1

#### Premier tour
| Équipe 1 | Résultat | Équipe 2        | Aller | Retour   |
| -------- | -------- | --------------- | ----- | -------- |
| Tunisie  | 3 - 2    | Rép. arabe unie | 3 - 0 | 0 - 2    |
| Mali     | 3 - 2    | Algérie         | 1 - 0 | 2 - 2 ap |
| Maroc    | 8 - 3    | Niger           | 5 - 2 | 3 - 1    |

#### Détail des rencontres
| 7 mars 1971                                                                                      | Tunisie                                        | 3 - 0 | Rép. arabe unie | Stade olympique d'El Menzah Tunis, Tunisie |                      |
|                                                                                                  | Zouaoui 18e (pen.) · Chaïbi 20e · Chakroun 50e | (2 - 0) |                 | Spectateurs : 45 000                       | Spectateurs : 45 000 |
|                                                                                                  | Rapport                                        | |                 | Spectateurs : 45 000                       | Spectateurs : 45 000 |
| Sassi - Zitouni, Mrad, M'Ghirbi, Melliti - Zouaoui, Chaïbi, Khouini - Ben Mrad, Chakroun, Zlassi | Équipes                                        | Mokhtar (es) ( 50e Hassan Ali ) - El-Seyagui, Rifaat (en), Abdel Rehim El-Khalil, Moustafa, Omasha - El-Hamalawi, Brahim El-Khalil - Reyadh, Zizo (en) ( Abdel-Razek), Abdel-Samad |                 | Spectateurs : 45 000                       | Spectateurs : 45 000 |

| 14 mars 1971 | Mali       | 1 - 0 | Algérie | Stade Municipal (en) Bamako, Mali |  |
|              | Diallo 88e | (0 - 0) |         |                                   |  |
|              | Rapport    | |         |                                   |  |
|              | Équipes    | Ouchène - Khiari, Madani, Benferhat, Attoui - Saâdi, Zenir, A. Salhi - Banus ( Aïssaoui), Fréha, Amirouche ( S. Sahli) |         |                                   |  |

| 28 mars 1971 | Maroc                                       | 5 - 2   | Niger              | Stade d'Honneur Casablanca, Maroc |                      |
|              | Faras 3e 79e · Bamous 18e 85e · Choukri 20e | (3 - 0) | Garba (en) 47e 62e | Spectateurs : 10 000              | Spectateurs : 10 000 |
|              | Rapport                                     |         |                    | Spectateurs : 10 000              | Spectateurs : 10 000 |

| 2 avril 1971 | Rép. arabe unie                        | 2 - 0 | Tunisie | Nasser Stadium Le Caire, Égypte |                      |
| | Aboul-Ezz 42e · Abdel-Rahim Khalil 73e | (1 - 0) |         | Spectateurs : 45 000            | Spectateurs : 45 000 |
| | Rapport                                | |         | Spectateurs : 45 000            | Spectateurs : 45 000 |
| Hassan Ali - Maher, Rifaat (en), Hussein (en), Moustafa, Aboul-Ezz, Brahim El-Khalil, Abdel Rehim El-Khalil - Reyadh, Shehta, Abdel-Razek ( El-Sayed) | Équipes                                | Sassi - Zitouni, Mrad, M'Ghirbi, Melliti - Zouaoui, Chaïbi, Khouini ( Chemam) - Ben Mrad, Chakroun, Zlassi |         | Spectateurs : 45 000            | Spectateurs : 45 000 |

| 11 avril 1971 | Algérie              | 2 - 2 a. p.                                                                                            | Mali              | Stade d'El Annasser Alger, Algérie             |                                                |
| | Banus 8e · Fréha 66e | (1 - 0, 2 - 1)                                                                                         | F. Keita 64e 117e | Spectateurs : 22 000 Arbitrage : Georges Ulhen | Spectateurs : 22 000 Arbitrage : Georges Ulhen |
| | Rapport              | |                   | Spectateurs : 22 000 Arbitrage : Georges Ulhen | Spectateurs : 22 000 Arbitrage : Georges Ulhen |
| Ouchène - Khiari, Attoui, Madani, Benferhat - Ghanem ( Selmi), Banus, Zenir ( Aïssaoui) - Fréha, Salhi, Amirouche | Équipes              | M. Keïta - Maïga, Sangare, K. Diallo, ? - C. Traoré, O. Traoré, ? - Diallo ( Diakité), Cissé, F. Keita |                   | Spectateurs : 22 000 Arbitrage : Georges Ulhen | Spectateurs : 22 000 Arbitrage : Georges Ulhen |

| 25 avril 1971 | Niger      | 1 - 3   | Maroc                                | Stade Municipal Niamey, Niger |                     |
|               | Boulay 44e | (1 - 1) | Faras 8e · Khazzar 58e · Slimani 63e | Spectateurs : 5 000           | Spectateurs : 5 000 |

#### Second tour
| Rang | Équipe  | Pts | J | G | N | P | Bp | Bc | Diff |  | Résultats (▼ dom., ► ext.) |     | Drapeau : Tunisie |     |
| ---- | ------- | --- | - | - | - | - | -- | -- | ---- |  | -------------------------- | --- | ----------------- | --- |
| 1    | Maroc   | 6   | 4 | 2 | 2 | 0 | 9  | 5  | +4   |  | Maroc                      |     | 0-0               | 2-1 |
| 2    | Tunisie | 4   | 4 | 1 | 2 | 1 | 7  | 5  | +2   |  | Tunisie                    | 3-3 |                   | 4-0 |
| 3    | Mali    | 2   | 4 | 1 | 0 | 3 | 4  | 10 | -6   |  | Mali                       | 1-4 | 2-0               |     |

#### Détail des rencontres
| 23 avril 1972 | Tunisie                              | 3 - 3 | Maroc                                  | Stade olympique d'El Menzah Tunis, Tunisie |                      |
| | Chakroun 8e · Lahzami 39e · Akid 88e | (2 - 2) | Zahraoui 20e · Faras 25e · Yaghcha 82e | Spectateurs : 30 000                       | Spectateurs : 30 000 |
| | Rapport                              | |                                        | Spectateurs : 30 000                       | Spectateurs : 30 000 |
| Sassi - Zitouni, Mrad, M'Ghirbi, Melliti ( Retima) - Zouaoui, Chemam ( Chaïbi) - Lahzami, Akid, Chakroun, Zlassi | Équipes                              | Benkassou - Aherdane, Lamrani, Benkhrif, Slimani, Bakhti - Yaghcha, Tazi, Zahraoui - Ben Bouali ( Alaoui), Faras |                                        | Spectateurs : 30 000                       | Spectateurs : 30 000 |

| 30 avril 1972                                                           | Maroc                  | 2 - 1   | Mali       | Stade d'Honneur Casablanca, Maroc |                      |
|                                                                         | Faras 2e · Yaghcha 35e | (2 - 1) | Diallo 16e | Spectateurs : 15 000              | Spectateurs : 15 000 |
| Hazzaz - Aherdane, Lamrani, Benkhrif, Yaghcha, Choukri, Zahraoui, Faras | Équipes                |         |            | Spectateurs : 15 000              | Spectateurs : 15 000 |

| 7 mai 1972                                                                                                  | Mali                         | 2 - 0 | Tunisie | Stade Mamadou Konaté Bamako, Mali |                      |
| | Yattassaye 69e · Diakité 85e | (0 - 0) |         | Spectateurs : 35 000              | Spectateurs : 35 000 |
| M. Keïta - Maïga, Coulibaly, B. Traoré, A. Traoré, Yattassaye, M. Traoré - Diallo, Diakité, Cissé, F. Keita | Équipes                      | Sassi - Zitouni, M'Ghirbi, Melliti, Retima ( Ben Mrad) - Zouaoui, Chemam ( Jenayah) - Lahzami, Akid, Chakroun, Zlassi |         | Spectateurs : 35 000              | Spectateurs : 35 000 |

| 14 mai 1972 | Maroc   | 0 - 0 | Tunisie | Stade d'Honneur Casablanca, Maroc |                      |
| |         | (0 - 0) |         | Spectateurs : 25 000              | Spectateurs : 25 000 |
| Hazzaz - Aherdane, Lamrani, Bakhti - Yaghcha, Tazi, Zahraoui ( Ben Bouali), Bamous, Kabli ( Choukri) - Hadri, Faras | Équipes | Sassi - Zitouni, M'Ghirbi, Melliti - Zouaoui, Chemam, Lahzami ( Khouini) - Ben Mrad ( Jenayah), Akid, Chakroun, Zlassi |         | Spectateurs : 25 000              | Spectateurs : 25 000 |

| 21 mai 1972 | Mali      | 1 - 4   | Maroc                                              | Stade Mamadou Konaté Bamako, Mali |                     |
|             | Maïga 20e | (1 - 1) | Driss 44e · Faras 65e · Zouita (en) 83e · Tazi 89e | Spectateurs : 1 000               | Spectateurs : 1 000 |

| 28 mai 1972 | Tunisie                                               | 4 - 0 | Mali | Stade olympique d'El Menzah Tunis, Tunisie |                     |
| | Chakroun 2e · Khouini 27e · Ben Mrad 32e · Chemam 81e | (3 - 0) |      | Spectateurs : 7 000                        | Spectateurs : 7 000 |
| Sassi ( Tabka ) - Zitouni, M'Ghirbi, Kochbati, Melliti - Khouini, Lahzami ( Chemam) - Ben Mrad, Akid, Chakroun, Zlassi | Équipes                                               | Keïta - Maïga, Koné, Diallo, C. Traoré - B. Traoré, A. Traoré, Yattassaye ( M. Traoré) - Diakité, Sibidé, Tamboura |      | Spectateurs : 7 000                        | Spectateurs : 7 000 |

### Groupe 2

#### Premier tour
| Équipe 1      | Résultat      | Équipe 2 | Aller | Retour              |
| ------------- | ------------- | -------- | ----- | ------------------- |
| Togo          | 1 - 1 (5 - 3) | Guinée   | 1 - 1 | 0 - 0 ap (5 - 3)tab |
| Ghana         | 3 - 1         | Liberia  | 2 - 1 | 1 - 0               |
| Nigeria       | 2 - 3         | Sénégal  | 1 - 1 | 1 - 2               |
| forfait Gabon | 2 - 3         | Cameroun | 2 - 3 | -                   |

#### Détail des rencontres
| 7 février 1971 | Togo      | 1 - 1   | Guinée   | Stade Général Eyadema (en) Lomé, Togo |  |
|                | Kaolo 50e | (0 - 0) | Camara ? |                                       |  |

| 28 février 1971 | Guinée            | 0 - 0 a. p.    | Togo | Stade du 28-Septembre Conakry, Guinée |
|                 |                   | (0 - 0, 0 - 0) |      |                                       |
|                 | Tirs au but 3 - 5 |                |      |                                       |

| 21 mars 1971 | Ghana        | 2 - 1   | Liberia  | Accra Sports Stadium Accra, Ghana |  |
|              | Sion 19e 26e | (2 - 0) | Gaye 86e |                                   |  |

| 3 avril 1971 | Nigeria      | 1 - 1   | Sénégal    | Liberty Stadium Ibadan, Nigeria |  |
|              | Hamilton 44e | (1 - 0) | Diarra 87e |                                 |  |

| 17 avril 1971 | Liberia | 0 - 1   | Ghana | Antoinette Tubman Stadium (en) Monrovia, Liberia |
|               |         | (? - ?) |       |                                                  |
|               | Équipes | Jabir ? |       |                                                  |

| 18 avril 1971 | Sénégal        | 2 - 1   | Nigeria           | Stade Demba-Diop Dakar, Sénégal |  |
|               | Camara 43e 85e | (1 - 1) | Dombraye (en) 23e |                                 |  |

| 30 mai 1971 | Gabon          | 2 - 3   | Cameroun                                  | Stade Omar-Bongo Libreville, Gabon |  |
|             | Grande 19e 30e | (2 - 1) | Tsébo 12e · Akono 75e (pen.) · N'Doga 80e |                                    |  |

|  | Cameroun | Q. - forfait | Gabon |  |  |
|  |          |              |       |  |  |

#### Second tour
| Rang | Équipe   | Pts | J | G | N | P | Bp | Bc | Diff |  | Résultats (▼ dom., ► ext.) |     |     |     |     |
| ---- | -------- | --- | - | - | - | - | -- | -- | ---- |  | -------------------------- | --- | --- | --- | --- |
| 1    | Ghana    | 8   | 6 | 3 | 2 | 1 | 7  | 3  | +4   |  | Ghana                      |     | 0-0 | 1-0 | 1-1 |
| 2    | Cameroun | 8   | 6 | 3 | 2 | 1 | 7  | 7  | 0    |  | Cameroun                   | 0-3 |     | 3-2 | 1-0 |
| 3    | Sénégal  | 6   | 6 | 2 | 2 | 2 | 8  | 6  | +2   |  | Sénégal                    | 2-0 | 1-1 |     | 0-0 |
| 4    | Togo     | 2   | 6 | 0 | 2 | 4 | 3  | 9  | -6   |  | Togo                       | 0-2 | 1-2 | 1-3 |     |

#### Détail des rencontres
| 1ère journée  | Sénégal      | 1 - 1   | Cameroun        | Stade Demba-Diop Dakar, Sénégal |  |
| 23 avril 1972 | Boubacar 72e | (0 - 1) | Guèye 21e (csc) |                                 |  |

| 23 avril 1972 | Ghana     | 1 - 1   | Togo         | Accra Sports Stadium Accra, Ghana |  |
|               | Jabir 80e | (0 - 1) | Ayitégan 30e |                                   |  |

| 2ème journée  | Cameroun | 0 - 3   | Ghana                     | Stade Ahmadou-Ahidjo Yaoundé, Cameroun |  |
| 30 avril 1972 |          | (0 - 1) | Jabir 42e 55e · Owusu 89e |                                        |  |

| 30 avril 1972 | Togo      | 1 - 3   | Sénégal                            | Stade Général Eyadema (en) Lomé, Togo |  |
|               | Kaolo 19e | (1 - 0) | Diarra 60e · Guèye 75e · Touré 88e |                                       |  |

| 3ème journée | Togo                 | 1 - 2   | Cameroun                | Stade Général Eyadema (en) Lomé, Togo |  |
| 7 mai 1972   | Sylvestre 70e (pen.) | (0 - 0) | Nlend 67e · Onguéné 77e |                                       |  |

| 7 mai 1972 | Ghana     | 1 - 0   | Sénégal | Accra Sports Stadium Accra, Ghana |  |
|            | Jabir 82e | (0 - 0) |         |                                   |  |

| 4ème journée | Togo | 0 - 2   | Ghana                  | Stade Général Eyadema (en) Lomé, Togo |  |
| 14 mai 1972  |      | (0 - 1) | Mensah 12e · Jabir 48e |                                       |  |

| 14 mai 1972 | Cameroun                          | 3 - 2   | Sénégal        | Stade de la Réunification Douala, Cameroun |  |
|             | Léa 39e · Mouthé 57e · N'Doga 88e | (1 - 0) | Farhat 80e 86e |                                            |  |

| 5ème journée | Ghana | 0 - 0   | Cameroun | Accra Sports Stadium Accra, Ghana |  |
| 21 mai 1972  |       | (0 - 0) |          |                                   |  |

| 21 mai 1972 | Sénégal | 0 - 0   | Togo | Stade Demba-Diop Dakar, Sénégal |
|             |         | (0 - 0) |      |                                 |

| 6ème journée | Cameroun   | 1 - 0   | Togo | Stade de la Réunification Douala, Cameroun |  |
| 28 mai 1972  | N'Doga 29e | (1 - 0) |      |                                            |  |

| 28 mai 1972 | Sénégal             | 2 - 0   | Ghana | Stade Demba-Diop Dakar, Sénégal |  |
|             | Eusebio 9e · Sy 28e | (2 - 0) |       |                                 |  |

### Groupe 3

#### Premier tour
| Équipe 1 | Résultat | Équipe 2   | Aller | Retour |
| -------- | -------- | ---------- | ----- | ------ |
| Malawi   | 3 - 6    | Madagascar | 1 - 2 | 2 - 4  |
| Éthiopie | 7 - 3    | Zambie     | 6 - 3 | 1 - 0  |
| Soudan   | 5 - 1    | Ouganda    | 4 - 0 | 1 - 1  |

#### Détail des rencontres
| 11 avril 1971 | Malawi    | 1 - 2   | Madagascar                         | Kamuzu Stadium Blantyre, Malawi |  |
|               | Osman 30e | (1 - 1) | Randria 1re · Andriamiharinosy 65e |                                 |  |

| 9 mai 1971 | Madagascar                                               | 4 - 2   | Malawi                   | Stade municipal de Mahamasina Antananarivo, Madagascar |  |
|            | Andriamiharinosy 12e · Randria 20e · Ravelojaona 53e 74e | (2 - 2) | Chikafa 7e · Griffin 33e |                                                        |  |

| 16 mai 1971 | Éthiopie                                                         | 6 - 3   | Zambie                         | Stade Haïlé Sélassié Addis Abeba, Éthiopie |  |
|             | Vassalo 19e (pen.) 43e · Tariku 34e 87e · Abate 70e · Zergaw 80e | (3 - 2) | Katiwa 14e · Mapulanga 22e 48e |                                            |  |

| 30 mai 1971 | Zambie | 0 - 1   | Éthiopie   | Independence Stadium (en) Lusaka, Zambie |  |
|             |        | (0 - 1) | Zergaw 21e |                                          |  |

| 4 juin 1971 | Soudan                     | 4 - 0   | Ouganda | Stade municipal Khartoum, Soudan |  |
|             | Izz El-Din (en) · El-Fadil | (? - ?) |         |                                  |  |

| 19 juin 1971 | Ouganda         | 1 - 1   | Soudan              | Stade Nakivubo Kampala, Ouganda |  |
|              | Obua 32e (pen.) | (1 - 0) | Izz El-Din (en) 65e |                                 |  |

#### Second tour
| Rang | Équipe     | Pts | J | G | N | P | Bp | Bc | Diff |  | Résultats (▼ dom., ► ext.) |     |     |     |
| ---- | ---------- | --- | - | - | - | - | -- | -- | ---- |  | -------------------------- | --- | --- | --- |
| 1    | Soudan     | 7   | 4 | 3 | 1 | 0 | 8  | 2  | +6   |  | Soudan                     |     | 1-0 | 3-0 |
| 2    | Éthiopie   | 5   | 4 | 2 | 1 | 1 | 7  | 6  | +1   |  | Éthiopie                   | 2-2 |     | 3-2 |
| 3    | Madagascar | 0   | 4 | 0 | 0 | 4 | 3  | 10 | -7   |  | Madagascar                 | 0-2 | 1-2 |     |

#### Détail des rencontres
| 23 avril 1972 | Madagascar           | 1 - 2   | Éthiopie             | Stade municipal de Mahamasina Antananarivo, Madagascar |  |
|               | Andriamiharinosy 76e | (0 - 1) | Yosef 42e · Teka 50e |                                                        |  |

| 2 mai 1972 | Éthiopie               | 2 - 2   | Soudan                      | Stade Haïlé Sélassié Addis Abeba, Éthiopie |  |
|            | Tariku 7e · Zergaw 50e | (1 - 1) | Hasabu 5e · Abdel Wahab 87e |                                            |  |

| 7 mai 1972 | Soudan                                 | 3 - 0   | Madagascar | Stade municipal Khartoum, Soudan |  |
|            | Hasabu · Izz El-Din (en) · Abdel Wahab | (? - ?) |            |                                  |  |

| 14 mai 1972 | Éthiopie                             | 3 - 2   | Madagascar                     | Stade Haïlé Sélassié Addis Abeba, Éthiopie |  |
|             | Zerihun 8e · Zergaw 40e · Dessie 52e | (2 - 2) | Andriamiharinosy 2e · Kira 22e |                                            |  |

| 21 mai 1972 | Soudan          | 1 - 0   | Éthiopie | Stade municipal Khartoum, Soudan |  |
|             | Abdel Wahab 12e | (1 - 0) |          |                                  |  |

| 28 mai 1972 | Madagascar | 0 - 2         | Soudan | Stade municipal de Mahamasina Antananarivo, Madagascar |
|             |            | (non disputé) |        |                                                        |